# O Caso Morel
O Caso Morel, livro publicado em 1973, é o primeiro romance do escritor brasileiro Rubem Fonseca.
A história gira em torno do embate entre um escritor e um artista excêntrico que está preso e conta suas histórias cheias de sexo e violência.

## Enredo
O elemento policial da obra prende-se com a investigação sobre um cadáver e um suspeito em prisão preventiva — Paulo Morel, ou seja, Paulo de Morais. O livro apresenta um relato parcial da autoria do próprio suspeito.
Existe ainda um detetive falhado e meio falhado escritor, de nome Vilela que, por sua conta e risco, descobre a verdade, ou seja, que Morel não assassinou Joana-Heloísa.